# Лосано, Поль
Поль Лосано Висуэте (исп. Pol Lozano Vizuete; родился 6 октября 1999 года в Сан-Кирзе-дель-Вальес, Испания) — испанский футболист, полузащитник клуба «Эспаньол».

## Клубная карьера
Лосано — воспитанник клуба «Эспаньол». В 2017 году для получения игровой практики он начал выступать за дублирующий состав. 15 августа 2019 года в поединке квалификационном матче Лиги Европы против швейцарского «Люцерна» Поль дебютировал за основной состав.

## Международная карьера
В 2016 года в составе юношеской сборной Испании Лосано завоевал серебряные медали юношеского чемпионата Европы в Азербайджане. На турнире он сыграл в матчах против команд Нидерландов, Сербии, Италии, Англии, Германии и Португалии.

## Достижения
Международные
 Испания (до 19 лет)
- Серебряный призёр юношеского чемпионата Европы: 2018